# Projeto Orion
Concepção artística do design de referência da NASA para a espaçonave 
do Projeto Orion alimentada por propulsão nuclear.
O Projeto Orion foi um estudo para desenvolver uma espaçonave cuja propulsão fosse através da energia de explosões de diversas bombas atômicas.[carece de fontes?]
Um documento de 1955  dos Los Alamos Laboratory declara (sem oferecer referências) que as propostas gerais foram feitas pela primeira vez por Stanisław Ulam em 1946, e que os cálculos preliminares foram feitos por F. Reines e Ulam em um memorando de Los Alamos datado de 1947.

## Funcionamento
A unidade de pulso nuclear da Orion combina uma velocidade de escape muito elevada, de 19 a 31 km/s em desenhos típicos interplanetárias, com meganewtons de empuxo.

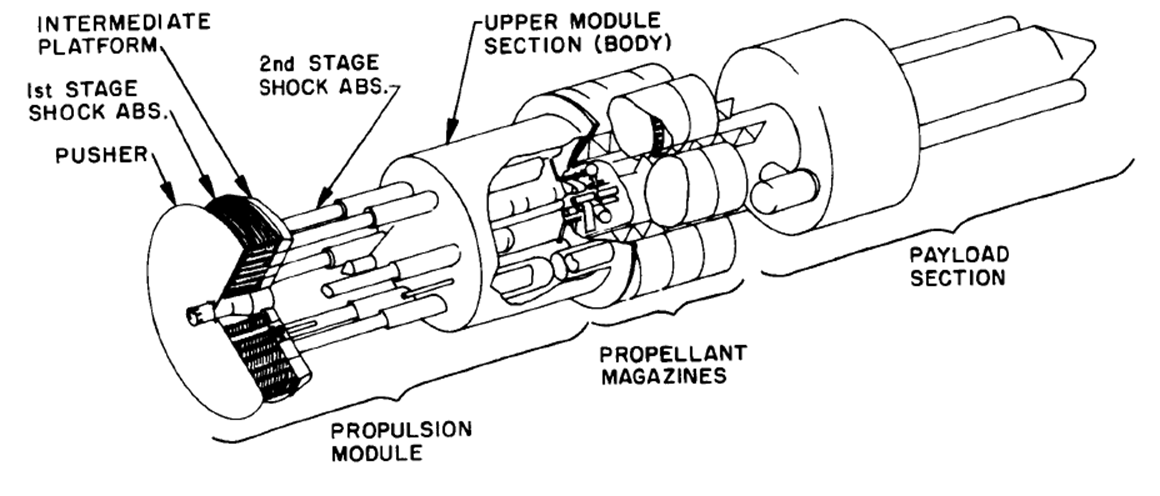
A nave espacial Orion - componentes-chave.